# St. Peter und Paul (Gerhardshofen)

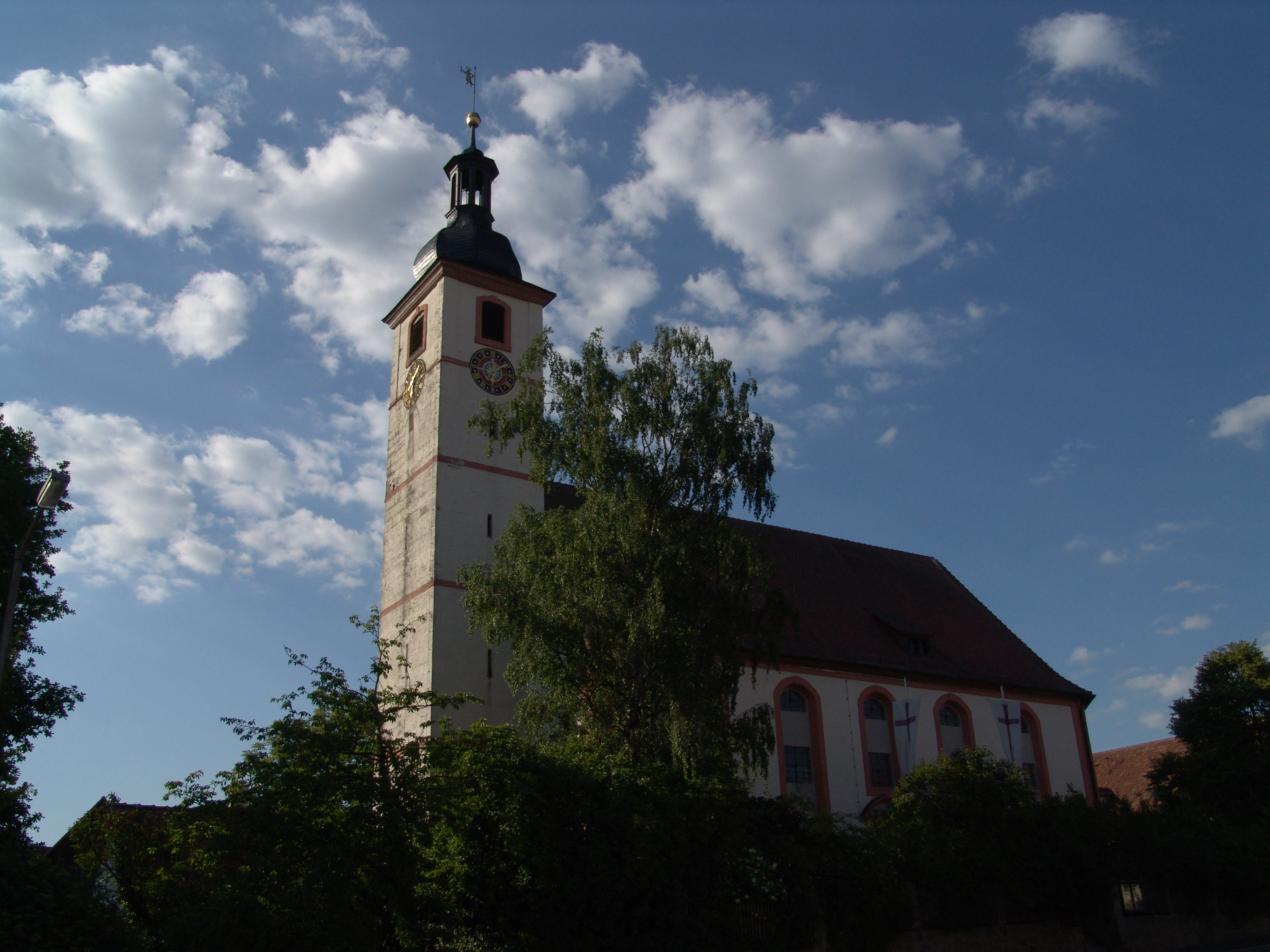
St. Peter und Paul (Gerhardshofen)

Die evangelische, denkmalgeschützte Pfarrkirche St. Peter und Paul steht in der Gemeinde Gerhardshofen im Landkreis Neustadt an der Aisch-Bad Windsheim (Mittelfranken, Bayern). Das Bauwerk ist unter der Denkmalnummer D-5-75-125-2 als Baudenkmal in der Bayerischen Denkmalliste eingetragen. Die Kirche gehört zur Pfarrei Gerhardshofen im Evangelisch-Lutherischen Dekanat Neustadt an der Aisch im Kirchenkreis Nürnberg der Evangelisch-Lutherischen Kirche in Bayern.

## Geschichte und Architektur
Die unteren Geschosse des Kirchturms im Westen wurden im Kern 1481 gebaut. Das Langhaus und der Chor mit dreiseitigem Schluss an ihm wurden 1795 angefügt. Der Kirchturm wurde später um zwei Geschosse aufgestockt, die die Turmuhr und den Glockenstuhl beherbergen, und mit einer Welschen Haube bedeckt. Die Flachdecke des Innenraums ist mit Stuck gerahmt. Die Emporen sind zweigeschossig. Zur Kirchenausstattung gehört ein Kanzelaltar. Johann Jakob Bodechtel baute 1797 die Orgel.